# Koukolova vila
Vila Rudolfa Koukoly je vlastní rodinná vila pražského stavitele, která stojí v Praze 6-Bubenči na rohu ulic Pelléova a Slavíčkova. Od roku 1958 je chráněna jako nemovitá kulturní památka České republiky spolu se zahradou a oplocením.

## Historie
Novorenesanční vilu postavil v letech 1892–1893 pražský architekt a stavitel Rudolf Koukola pro svoji rodinu. Jako první obyvatelkou vily je v letech 1892–1912 uváděna Klementina Koukolová (manželka stavitele a dcera Marie Knoblochové, první obyvatelky vily později známé jako Pelléova), od roku 1914 je ve vile uváděna Klementina Kostrbová.

## Popis
Dvoupodlažní novorenesanční vila s boční terasou v patře stojí volně v malé zahradě na rohovém pozemku. Zahrada je obehnaná oplocením s dekorativně tvarovanými pruty.
Hlavní vstup z ulice Slavíčkova (původně Mánesova) je zvýrazněný rizalitem a tvoří jej novorenesanční portál se štukovým dekorativním vlysem a římsou nesenou volutovými konzolkami. Světlíkové okénko nad touto římsou má segmentový štít s volutově stáčenými úseky římsy.
V přízemí člení fasádu nárožní bosáž, v patře jsou při nárožích kanelované pilastry na soklech; obě patra jsou pak oddělena vlysem se sgrafitovým dekorem a římsou. Okna rámuje profilovaná šambrána, pod nadokenní římsou je malovaný dekorativní vlys. Druhý vstup na boční straně domu má podobu přisazeného pavilonku zakrytého zvlněnou stříškou, který je na nárožích osazen štukovými vázami.
Interiér obsahuje skleněnou lodžii a zimní zahradu. V jedné z místností v přízemí je mramorový krb, v další malovaný fabionový strop. Tuto malbu tvoří ornamentální vlys s ovocem po obvodu a ornamentální dekor uvnitř pole. Dochovány zůstaly též hodnotné dveře s leptaným sklem.